# Дмитрий Крамаренко
Дмитрий Крамаренко е съветски и азербайджански футболист, вратар. Най-известен като футболист на московските Динамо, Торпедо и ЦСКА. Има 33 мача за националния отбор на Азерйбайджан. Баща му Сергей Крамаренко е легендарен вратар на Нефтчи Баку.
От 2021 г. Дмитрий Крамаренко е треньор на вратарите на ЦСКА Москва.

## Клубна кариера
Започва кариерата си в тима на МЦОП Динамо през 1991 г. На следващия сезон преминава в Нефтчи Баку, където става титулярен вратар. Допуска едва 16 гола в 31 срещи и помага на тима да спечели първото издание на първенството на Азербайджан. Крамаренко е забелязан от Динамо Москва и в началото на 1993 г. подписва контракт със „синьо-белите“. Треньорът Валери Газаев му доверява титулярното място за московчани в двубой със Спартак (Москва), но Крамаренко получава травма при стъклновение с Игор Ледяхов и е заменен в 70-ата минута. Стражът не успява да пребори конкуренцията на Андрей Сметанин и Валерий Клейменов и през 1995 г. преминава в Торпедо (Москва).
През 1996 г. става част от Алания Владикавказ, като същият сезон помага на тима да достигне второто място във Висшата лига. Записва 22 мача през сезона, но на следващата година губи титулярното място от Заур Хапов и записва едва 9 срещи. През 1998 г. се завръща в Динамо, но играе крайно рядко поради наличието на Дмитро Тяпущкин и Евгений Плотников. С назначаването на Валери Газаев на треньорския пост през 2000 г. Крамаренко става титулярен страж. Стражът започва сезон 2001 като резерва на младия Владимир Габулов, но все пак успява да запише 12 срещи. Поради неразбирателства с треньора Александър Новиков решава да напусна тима като свободен агент.
В началото на 2002 г. е на проби в Атлетико Мадрид. Връща се от Испания след като Валерий Газаев го кани в ЦСКА Москва, тъй като „армейците“ по това време разполагат само с Вениамин Мандрикин. Крамеренко е твърда резерва и изиграва само три мача. С ЦСКА печели Купата на Русия през 2002 и шампионската титла през 2003 г.
През 2004 г. пази за Балтика Калининград, след което се връща в Азербайджан. Носител е на Купата на ОНД през 2008 г. с Хазар Ленкоран.

## Национален отбор
Между 1992 и 2005 г. изиграва 33 мача за азербайджанския национален отбор.

## Успехи
- Шампион на Азербайджан – 1992, 2006/07
- Купа на Азербайджан – 2006/07, 2007/08
- Шампион на Русия – 2003
- Купа на Русия – 2002